# Exhyalanthrax flammiger
Exhyalanthrax flammiger är en tvåvingeart som först beskrevs av Walker 1849.  Exhyalanthrax flammiger ingår i släktet Exhyalanthrax och familjen svävflugor. Inga underarter finns listade i Catalogue of Life.